# Володимирівська Дача (ботанічний заказник, Ріпкинський район)
Володи́мирівська Да́ча — ботанічний заказник місцевого значення в Україні. Розташований у межах Ріпкинського району Чернігівської області, на північ від села Олександрівка і на південь від села Володимирівка. 
Площа 243 га. Статус присвоєно згідно з рішенням Чернігівського облвиконкому від 04.12.1978 року № 529; від 27.12.1984 року № 454; від 28.08.1989 року № 164; від 31.07.1991 року № 159. Перебуває у віданні ДП «Добрянське лісове господарство» (Добрянське л-во, кв. 49, 50, 107, 116). 
Статус присвоєно для збереження трьох відокремлених частин лісового масиву з високопродуктивними насадежнями сосни. У домішку — береза. 